# حسن عصمتی
سید حسن عصمتی (متولد ۱۳۴۶، تربت حیدریه) قاری قرآن، قرآن‌پژوه ایرانی و رایزن فرهنگی ایران در سنگال است. وی همچنین به مدت چهار سال (۱۳۸۶ تا ۱۳۹۰) رایزن فرهنگی ایران در تونس بود. او همچنین مسلط به زبان عربی و فرانسوی است.
وی فارغ‌التحصیل دانشگاه امام صادق و استاد معارف اسلامی دانشگاه بین‌المللی امام خمینی است.

## انقلاب تونس
او در جریان انقلاب کرامت (ثورة الکرامة، نامی که مردم تونس به انقلاب شان دادند)، در این کشور بوده و از نزدیک شاهد این موج عظیم قیام مردمی بوده‌است. ایشان دلیل اصلی انقلاب مردمی تونس را دو چیز می‌داند: «اراده ی الهی و خفقان و ظلم اجتماعی موجود در تونس» ؛ در ادامه ایشان می گوید: «این انقلاب، در هر جا تصور می شد به غیر از تونس؛ زیرا تونس کشوری به شدت پلیسی بود و حکومت بن علی هر صدایی را در نطفه خفه می کرد و هیچ کس حتی خود فرانسوی ها که تونس حیاط خلوت شان است، وقوع چنین اتفاقی را در خواب هم نمی دیدند».

## آثار

### مقالات
آثار وی در قالب مقالات معمولاً در گردهمایی‌ها ارائه می‌شوند. وی در شانزدهمین کنفرانس بین‌المللی وحدت اسلامی با سخنرانی پیرامون موضوع "قرآن، جهانی شدن و هویت مجازی" برای اولین بار مسائل جدیدی را در این حوزه مطرح کرد. او همچنین برای نخستین بار اصطلاح « دیپلماسی قرآنی » را در نشست بین‌المللی «وحدت اسلامی: ضرورت ها و چشم اندازهای آن» که در اردیبهشت ۱۳۹۱ ه.ش در پژوهشگاه علوم انسانی و مطالعات فرهنگی برگزار شد، مطرح کرد. عنوان کامل مقالهٔ ایشان که به عربی ارائه شد عبارت است از «الدبلوماسیة القرآنیة صراط إلی وحدة الأمة الإسلامیة».در این مقاله به قرائت قرآن به عنوان نخستین استراتژی پیامبر اعظم (ص) در تحقق وحدت امت اسلامی اشاره شده‌است.

### کتابها
وی از مولفین کتاب تصوف در شمال آفریقا می‌باشد  که توسط موسسه بین‌المللی الهدی برای اولین بار در بیست و پنجمین نمایشگاه بین‌المللی کتاب تهران عرضه شد.